# 伊瓦尔·阿龙松
伊瓦尔·阿龙松（瑞典語：Ivar Aronsson，1928年3月24日—2017年2月6日），瑞典男子赛艇运动员。他曾代表瑞典参加1956年夏季奥林匹克运动会赛艇比赛，获得男子四人单桨有舵手银牌。